# David Boyd (mathématicien)
Pour les articles homonymes, voir David Boyd (homonymie) et Boyd.
David William Boyd est un mathématicien canadien né le 17 septembre 1941. Ses recherches portent sur l'analyse harmonique et l'analyse classique, les inéquations impliquant la géométrie, la théorie des nombres, la factorisation polynomiale, l'empilement compact de sphères, l'approximation Diophantienne et la mesure de Mahler, ainsi que le calcul informatique.

## Biographie
Boyd reçoit en 1963 son B.Sc. avec les Honneurs à l'Université Carleton, puis en 1964 son M.A. et en 1966 son Ph.D. à l'Université de Toronto sous la direction de Paul George Rooney avec une thèse sur The Hilbert transformation on rearrangement invariant Banach spaces. Boyd devient en 1966–67 assistant professeur à l'Université de l'Alberta, en 1967–70 assistant professeur et en 1970–71 professeur associé au California Institute of Technology, puis en 1971–74 professeur associé, en 1974–2007 professeur et depuis 2007  professeur émérite à l'Université de la Colombie-Britannique.
Boyd a mené des recherches sur l'analyse harmonique et l'analyse classique, incluant les espaces d'interpolation, les opérateurs intégraux et la Théorie du potentiel, des recherches sur les inéquations impliquant la géométrie, la théorie des nombres, les polynomes et des applications concernant la factorisation polynomiale. Il a aussi travaillé, surtout dans les années 1970, sur l'empilement compact de sphères, en particulier le cercle d'Apollonius les ensembles limites de groupes de Klein (en). 
Boyd a étudié au sein de la théorie des nombres l'approximation diophantienne, le Nombre de Pisot-Vijayaraghavan et les nombres de Salem, les suites de Pisot, la mesure de Mahler, des applications à la dynamique symbolique, ainsi que des valeurs spéciales des fonctions L et des fonctions polylogarithmes. Il s'est également intéressé au calcul mathématique, dont l'analyse numérique et le calcul symbolique, à la théorie algorithmique des nombres et à la topologie géométrique, dont les variétés hyperboliques et le calcul des invariants.
Parmi ses étudiants doctorants, on compte Peter Borwein, Michael Bennett, Nathan Ng et Mathew Rogers.

## Prix et récompenses
- Killam Senior Research Fellowship, 1976–77 et 1981–82
- E.W.R. Steacie Prize, 1978
- Prix Coxeter–James, Société mathématique du Canada, 1979
- Fellow de la Société royale du Canada, 1980
- Prix Jeffery-Williams, Société mathématique du Canada, 2001
- Prix CRM-Fields-PIMS, Centre de Recherches Mathématiques & Institut Fields, 2005
- Fellow de la Société mathématique américaine, 2013

## Activités éditoriales
- Associate Editor, Canadian Journal of Mathematics, 1981–1991
- Associate Editor, Mathematics of Computation, 1998 – 2007
- Associate Editor, Contributions to Discrete Mathematics, 2006–présent

## Sélection de publications
- Mahler's measure and special values of L-functions, Experimental Mathematics, vol. 37, 1998, p. 37–82
- Mahler's measure and invariants of hyperbolic manifolds, in M. A. Bennett (ed.) Number theory for the Millenium, A. K. Peters 2000, p. 127–143
- Mahler's measure, hyperbolic manifolds and the dilogarithm, Canadian Mathematical Society Notes, vol. 34, no. 2, 2002, 3–4, 26–28 (Jeffery Williams Lecture)
- avec F. Rodriguez Villegas: Mahler's measure and the dilogarithm, part 1, Canadian J. Math., vol, 54, 2002, p. 468–492